# Одуванчики (десерт)
Творожные одуванчики или дзьмухаўцы (бел. дзьмухаўцы) — блюдо из творога, распространённое в Беларуси, десерт.

## Состав и приготовление
Неизменными ингредиентами блюда являются творог, мука, сахар, яйца, орехи и панировочные сухари. Часто добавляется корица и различные, традиционные для конкретной местности приправы.
В яйцо взбитое с сахаром добавляют муку, творог, фундук, лесные или кедровые орехи, корицу. Также во внутрь возможно добавление начинки в виде шоколадной пасты, какого-либо ягодного или фруктового варенья или джема. После массе придают форму шариков, обваливают в панировочных сухарях и обжаривают во фритюре.

## Подача
Достаточно часто приготовленные одуванчики посыпают сахарной пудрой и подают с разнообразными ягодными соусами, шоколадной пастой и джемами.

## Похожие блюда
В кухне украинцев, венгров и русин существует похожее по составу и внешнему виду блюдо — гомбовцы. В составе также присутствует творог, панировочные сухари, яйца и мука (иногда вместо творога используется картофель).
Однако значительно отличается техника приготовления. Шарики из творожной массы для гомбовцов в самом начале варятся по примеру ленивых вареников, а потом обжариваются небольшое количество времени на сухой сковороде, параллельно обваливаясь в панировочных сухарях. В то время как масса для одуванчиков сразу же обваливается в панировке и жарится во фритюре.